# Saverio Marra
Pour les articles homonymes, voir Marra.
Saverio Marra, né à San Giovanni in Fiore le 10 septembre 1894 et mort dans la même ville le 17 octobre 1978, est un photographe italien.

## Biographie
Saverio Marra, fils aîné d'une famille de paysans du bourg de San Giovanni in Fiore en Calabre, apprend la  menuiserie et la charpenterie ; il se forme à la photographie en autodidacte en achetant un appareil à l’âge de seize ans et en s’aidant d’un manuel ; il photographie les gens de sa famille, ses amis ainsi que les paysages de sa région. En 1912-1913, il est engagé par le corps du génie militaire de l'armée italienne et envoyé comme charpentier en Libye, colonie nouvellement conquise par l’Italie.
En 1914, il est incorporé au 71e régiment d'infanterie stationné à Venise et affecté au service de santé militaire comme infirmier ; il participe à des opérations de secours et de récupération de soldats blessés sur le front des Dolomites. Il est remarqué par le capitaine Raffaele Caputo, passionné de photographie, qui lui donne des notions de technique en photographie. Marra filme et photographie les opérations chirurgicales dans les hôpitaux de campagne, les blessés et les morts,.
Saverio Marra rentre à San Giovanni in Fiore en 1919 à la fin de la Première Guerre mondiale et travaille dans la ferme du baron Barracco, où son père et son grand-père paternel étaient déjà employés. Quand il est définitivement libéré du service militaire, il ouvre un atelier de menuiserie, mécanique et charpenterie à San Giovanni ; il continue à pratiquer la photographie, achète un appareil photo plus perfectionné que ceux utilisés auparavant, un Zeiss de fabrication allemande, et installe dans son atelier une salle pour réaliser des portraits et des photos d'identité.

## Expositions
- 3 août - 15 octobre 1983 : Saverio Marra fotografo : immagini del mondo popolare silano nei primi decenni del secolo, Abbaye Florense, San Giovanni in Fiore[3].